# Werner Pluskat

Werner Pluskat (1912-11 de juny de 2002) va ser un major alemany, comandant del 1r Batalló del 252è Regiment d'Infanteria de la 352a divisió d'infanteria durant la invasió aliada a Normandia.
Cornelius Ryan, al seu llibre The Longest Day, credita Pluskat com el primer oficial alemany que va veure la flota d'invasió el 6 de juny de 1944, dirigint-se cap a la seva zona de desembarcament a Omaha Beach. L'Oberleutnant (M.A.) Walter Ohmsen, comandant de la bateria Crisbecq, també té el mateix crèdit en ser el primer a veure la flota mitjançant el telèmetre de la bateria. No obstant, Heinrich "Hein" Severloh, un metrallador a Omaha Beach, senyala al seu llibre WN62: A German Soldier's Memories of the Defence of Omaha Beach, Normandy, June 6, 1944 que Pluskat no estava amb la seva unitat aquell dia i que "no va ser gaire ben retratat" a la pel·lícula El dia més llarg. Els homes de Pluskat van disparar els seus canons fins a quedar-se sense munció.
Pluskat es trobava amb el Generalleutnant Kurt Dittmar quan aquest es rendí als soldats de la 30a Divisió estatunidenca a Magdeburg el 23 d'abril de 1945.
Per a la producció de la pel·lícula El dia més llarg, Pluskat va ser un dels diversos assessors militars que havien estat a les platges el 6 de juny. A la pel·lícula, va ser interpretat per Hans Christian Blech.